# Paleis van de Sovjets
Het Paleis van de Sovjets (Russisch: Дворец Советов) is een nooit gerealiseerd plan uit de Sovjet-Unie om in Moskou een wolkenkrabber te bouwen op de plek van de Christus Verlosserkathedraal. Het gebouw zou een monument voor Lenin worden en zou gebruikt gaan worden voor congressen en conferenties.

## Eerste ideeën
Al enkele weken na Lenins dood begon discussie over monumenten ter ere van hem. Zijn goede vriend Leonid Krasin stelde in een artikel in de krant Izvestia voor om een monument te bouwen dat belangrijker zou moeten worden dan Mekka en Jeruzalem. Naar aanleiding van dit artikel kwam een aantal ontwerpvoorstellen bij de krant binnen. Ene kameraad Orlov stelde voor een toren te bouwen met op de spits een radio-antenne en aan de voet vliegwielen om het geluid van fabrieken na te bootsen, terwijl een andere correspondent een groot beeld van Lenin wilde bouwen. Op 15 maart 1924, stuurde Viktor Balichin, een lid van ASNOVA, zijn ontwerp in. Het monument zou een groot kubusvormig congresgebouw moeten worden met op het dak een beeld van Lenin. Omdat Balichin de Christus Verlosserkathedraal wilde laten afbreken om zijn monument te bouwen, wees Pravda zijn brief af zonder deze te publiceren.

## Raad voor de bouw
In februari 1931 werd een raad opgericht die de bouw van het monument zou gaan overzien. Deze raad organiseerde een gesloten ontwerpwedstrijd waarbij 12 architecten uitgenodigd werden een voorstel in te dienen. Uiteindelijk leverde dit 16 voorstellen op, een van de architecten diende 2 voorstellen in en 3 architecten leverden een voorstel in zonder uitgenodigd te zijn. Hoewel geen van de ontwerpen gezien werd als volledig uitgewerkt werd op 18 juli van datzelfde jaar wel via een decreet bekendgemaakt dat het Paleis van de Sovjets zou verrijzen op de plek van de Christus-Verlosserkerk, naar het voorstel van Balichin en de ASNOVA-werkgroep. Op 5 december werd de kerk met de grond gelijk gemaakt nadat eerder de gouden buitenlaag van de koepels al verwijderd waren.
Omdat geen van de voorstellen uit de gesloten competitie geschikt werd geacht, werd een internationale ontwerpwedstrijd gehouden waarop massaal gereageerd werd. In totaal werden 160 professionele ontwerpen ingezonden, 136 uit de Sovjet-Unie zelf, 11 uit de Verenigde Staten, 5 uit Duitsland, 4 uit Frankrijk, 2 uit Nederland en elk één uit Estland, Zwitserland en Italië. Ook werden nog eens 150 ontwerpen ingezonden door amateurs. Op 28 februari 1932 werd beslist dat geen van de ontwerpen volledig naar de zin van de raad was, maar de eerste prijs van 12.000 roebel werd gedeeld door de ontwerpen van Boris Iofan, Ivan Zjoltovski en de Britse Hector Hamilton.

## Iofan-Sjtsjoeko-Gelfrejch-ontwerp

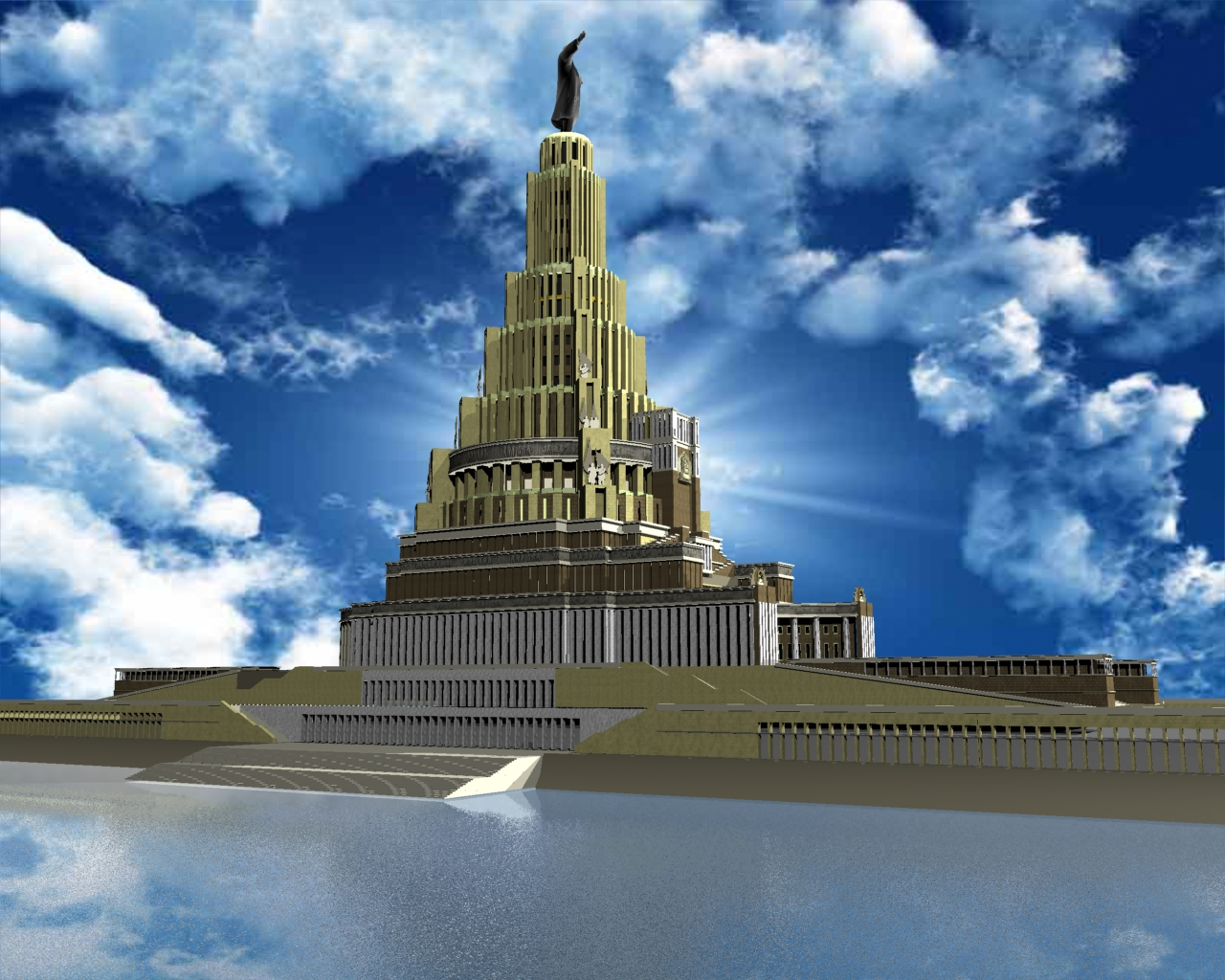
Iofan-Sjtsjoeko-Gelfrejch-ontwerp

Na nog twee gesloten rondes werd op 10 mei 1933 het ontwerp van Iofan gekozen om als basis te dienen voor het uiteindelijke Paleis van de Sovjets. Op 4 juni kreeg hij de leiding over het definitieve ontwerp dat klaar moest zijn in mei 1934. Hiervoor kreeg hij hulp van Vladimir Sjtsjoeko en Vladimir Gelfrejch. Hoewel ze officieel alleen aangesteld waren omdat het ontwerp in zo'n korte tijd gerealiseerd moest worden, geloofde men in architectonische kringen dat de assistenten aangesteld waren omdat Iofan een relatief jonge en onervaren architect was.
Conflicten tussen Iofan en zijn assistenten waren talrijk. Een conflict over de plaatsing van Lenins beeld in het geheel liep zelfs zo uit de hand dat de raad voor de bouw de uiteindelijke beslissing moest nemen. Toch kon in 1934 met de bouw begonnen worden. Het uiteindelijke Paleis van de Sovjets zou met 416 m het hoogste gebouw ter wereld worden. Om het te bouwen zou 360.000 ton staal nodig zijn en alleen het beeld van Lenin zou al 6.000 ton wegen.

## Na de Tweede Wereldoorlog
Het Paleis was voorzien binnen het volgende Vijfjarenplan, maar door de Tweede Wereldoorlog kwam de bouw stil te liggen. Hoewel het Kremlin na de oorlog opdracht gaf een nieuw ontwerp te maken voor een kleiner gebouw, was Stalins belangstelling voor het project weg. Mogelijk omdat het niet meer gezien werd als een monument voor Lenin en Stalin als zijn opvolger maar als een symbool van overwinning in de Grote Vaderlandse Oorlog, iets dat Stalin alleen had bereikt. In 1947-1948 werd een nieuw ontwerp gekozen dat 320 m hoog was en in 1950 weer vervangen werd door een ontwerp van 411 m hoog. In 1953 volgde nog een ontwerp van 353 m hoog, maar geen van de plannen werden uitgevoerd. Na Stalins dood in datzelfde jaar bloedde het project dood.
In 1958 gaf de Moskouse gemeenteraad de opdracht om de fundamenten van het Paleis te verbouwen tot 's werelds grootste verwarmde buitenzwembad met een totaal wateroppervlak van 13.000 m³, het Moskvazwembad. In 1994 besliste een groep onder andere bestaande uit Patriarch Alexius II en Joeri Loezjkov, de toenmalige burgemeester van Moskou, dat het zwembad afgebroken moest worden en de Christus-Verlosserkerk opnieuw op de plek zou verrijzen.
- Système universitaire de documentation: 168712792
- Virtual International Authority File: 299633749